# Urška Žganec
Urška Žganec (Zagorje ob Savi, 3 giugno 1991) è una calciatrice slovena, centrocampista dello ŽNK Olimpija e della nazionale slovena.

## Carriera

### Club
Ha iniziato a giocare a 15 anni nella squadra giovanile del ŽNK Krim per poi passare direttamente nella prima squadra del ŽNK Senožeti - VODE in Slovenska Ženska Nogometna Liga (SŽNL, in italiano Lega Femminile di Calcio Sloveno), realizzando nella prima stagione 11 reti.
Giocò per tre stagioni nella ŽNK Senožeti - VODE per lasciarla nell'estate del 2009 per passare al ŽNK Jevnica dove disputò il solo campionato 2009-2010. Passò in seguito al ŽNK Rudar Škale.
È arrivata al Chiasiellis nell'estate 2012.

### Nazionale
Ha debuttato nella nazionale slovena Under-17 lunedì 17 settembre 2007 nella partita Ucraina-Slovenia 2-2 valida per il campionato europeo di categoria. In questa nazionale ha collezionato 3 gettoni di presenza.
Due anni dopo, il 29 luglio 2009, fece il debutto in nazionale Under-19 giocando l'amichevole contro la squadra austriaca del St. Veit. Nella Nazionale U-19 conta 9 presenze e 2 reti.
La prima partita in nazionale maggiore è stata Inghilterra-Slovenia 4-0 del 22 settembre 2011.